# Saeco
Saeco es un fabricante italiano de máquinas de café expreso y de otros dispositivos eléctricos. La empresa tiene su sede en Bolonia y patrocinó a un equipo ciclista profesional homónimo, el Saeco.

## Historia
La compañía fue fundada por Sergio Zappella y Arthur Schmed en 1981.
En 1985 lanzaron al mercado la primera máquina espresso totalmente automática para uso doméstico y en 1999 adquirieron la histórica marca Gaggia.
En mayo de 2009 la compañía aceptó la oferta de compra del fabricante holandés Philips, dueño del sistema de café Senseo.